# Theo de Wit
Theo W.A. de Wit (Utrecht, 1953) studeerde theologie en filosofie in Nijmegen. Sinds 1986 is hij als universitair docent sociaal-politieke filosofie en cultuurfilosofie verbonden aan de Katholieke Theologische Universiteit te Utrecht (KTU) en vervolgens aan de Faculteit Katholieke Theologie van de Universiteit van Tilburg (UvT).
De Wit publiceerde over thema's als democratie, macht en representatie, de verbinding en scheiding van politiek en religie, politieke theologie, en multiculturaliteit en tolerantie. Hij schreef een proefschrift over de politieke filosofie van Carl Schmitt (De onontkoombaarheid van de politiek, Nijmegen 1992). 
Behalve over Carl Schmitt publiceerde De Wit ook over Thomas Hobbes, Walter Benjamin, Jacob Taubes en Alain Finkielkraut. Hij redigeerde een achttal boeken.  
Per 1 september 2009 werd hij benoemd tot bijzonder hoogleraar Vraagstukken geestelijke verzorging in justitiële inrichtingen aan de UvT.